# Lacistemataceae
Lacistemataceae Mart. è una famiglia di piante angiosperme dell'ordine Malpighiales.

## Tassonomia
La famiglia comprende i seguenti generi:
- Lacistema Sw.
- Lozania Mutis ex Caldas